# Figueira Champions Classic
Figueira Champions Classic är ett portugisiskt endagslopp i landsvägscykling vars första upplaga kördes 2023 och som då ingick i UCI Europe Tour klassificerat som 1.1, men redan året därpå uppgraderades det till UCI ProSeries, den näst högsta nivån i UCI:s klassificeringssystem. Starten ligger i São Pedro, i kommunen Figueira da Foz (vid kusten sådär 200 km norr om Lissabon), just söder om floden Mondego mittför staden Figueira och därifrån går rutten först i en slinga mot sydost vilket följs av en slinga mot nordost, och efter dessa inledande 100 km kommer loppet tillbaka till Figuiera där det avslutas med tre omgångar på en 30 km lång varvbana. Denna varvbana har ett par ganska korta, men också ganska branta, stigningar (2,1 km med 8,5 % respektive 600 m med 9,2 %). Loppet går i första halvan (eller mitten) av februari, några dagar före etapploppet Volta ao Algarve i södra Portugal.

## Podieplaceringar
| År   | Vinnare         | Tvåa            | Trea                |
| ---- | --------------- | --------------- | ------------------- |
| 2023 | Casper Pedersen | Rune Herregodts | Marijn van den Berg |
| 2024 | Remco Evenepoel | Vito Braet      | Simone Velasco      |
| 2025 | António Morgado | Paul Magnier    | Mathias Vacek       |